# XTC
XTC foi uma banda de rock inglesa formada em Swindon em 1972. Liderada pelos compositores Andy Partridge (vocais, guitarra) e Colin Moulding (vocais, baixo), a banda ganhou popularidade durante a ascensão do punk e da new wave nos anos 1970, explorando posteriormente uma variedade de estilos, que iam desde riffs de guitarra angulares até arranjos pop elaborados. Por não se encaixar completamente nas tendências da época, o grupo obteve sucesso comercial esporádico no Reino Unido e nos Estados Unidos, mas conquistou uma base de fãs fiel e duradoura. Com o tempo, passou a ser reconhecido por sua influência no pós-punk, no Britpop e em bandas de power pop posteriores.
Partridge e Moulding se conheceram no início dos anos 1970 e formaram um grupo de glam rock com o baterista Terry Chambers. O nome e a formação da banda mudaram diversas vezes, até que, em 1975, adotaram definitivamente o nome XTC. Em 1977, estrearam pela Virgin Records e se destacaram por suas performances ao vivo enérgicas e pela recusa em tocar punk rock convencional, preferindo sintetizar influências do ska, pop dos anos 1960, dub e música de vanguarda. O single "Making Plans for Nigel" (1979) marcou seu primeiro grande sucesso comercial e ajudou a popularizar o som de bateria reverberante associado à música dos anos 1980.
Entre 1979 e 1992, o XTC lançou 10 álbuns e 6 singles que chegaram ao top 40 no Reino Unido, incluindo "Sgt. Rock (Is Going to Help Me)" (1980) e "Senses Working Overtime" (1982). Após o lançamento de English Settlement (1982), a banda parou de fazer turnês e passou a se concentrar exclusivamente em gravações de estúdio, com Partridge, Moulding e o guitarrista Dave Gregory como membros centrais. Paralelamente, criaram o projeto Dukes of Stratosphear, inicialmente concebido como uma homenagem ao psicodelismo dos anos 1960, mas cujas influências acabaram se mesclando com o trabalho do próprio XTC. Nos anos seguintes, a banda lançou álbuns mais progressivos, como Skylarking (1986), Oranges & Lemons (1989) e Nonsuch (1992). Nos Estados Unidos, seu single de maior sucesso foi "Mayor of Simpleton" (1989), enquanto "Dear God" (1986) gerou polêmica por sua mensagem antirreligiosa.
Apesar de vender milhões de discos, o XTC nunca recebeu uma parcela justa dos lucros devido a uma má gestão financeira e contratos desfavoráveis, o que os manteve em dificuldades financeiras ao longo dos anos 1980 e 1990. Em 1993, a banda entrou em greve contra a Virgin Records, alegando um contrato abusivo, e conseguiu se desvincular da gravadora. Durante a produção de Apple Venus Volume 1 (1999), Gregory deixou o grupo, deixando Partridge e Moulding como únicos membros restantes. Em 2006, Partridge anunciou o fim da parceria criativa com Moulding, declarando que o XTC era "coisa do passado". No final dos anos 2010, Moulding e Chambers se reuniram brevemente como a dupla TC&I, enquanto Partridge e Gregory seguiram envolvidos em projetos musicais.

## História
Primeiro se unindo em 1972, o duo de Andy Partridge (guitarra e vocais) e Colin Moulding (baixo e vocal) passou por muitos nomes de bandas (incluindo a Kidz Hélio e Park Star). Eles tocaram glam rock com trajes caseiros e construídos lentamente até que o baterista Terry Chambers aderiu em 1973. O tecladista Barry Andrews, juntou-se ao grupo em 1976, e o nome da banda finalmente foi resolvido: XTC. A esta altura, o movimento punk rock estava em pleno andamento, e XTC tinham encontrado o seu estilo, uma marca exclusiva de pop misturado com funk hiperativo, punk, ska, pop, reggae barroco, e art rock.

## Discografia
- White Music (1978)
- Go 2 (1978)
- Drums and Wires (1979)
- Black Sea (1980)
- English Settlement (1982)
- Mummer (1983)
- The Big Express (1984)
- 25 o'Clock (1985), como The Dukes Of Stratosphear
- Skylarking (1986)
- Psonic Psunspot (1987), como The Dukes Of Stratosphear
- Oranges and Lemons (1989)
- Nonsuch (1992)
- Apple Venus Volume 1 (1999)
- Wasp Star (Apple Venus Volume 2) (2000)